# Preludio op. 28 n. 7 (Chopin)
Il Preludio Op. 28 n. 7, conosciuto anche con il titolo apocrifo di Danza Polacca, è una composizione  per pianoforte scritto da Fryderyk Chopin nel 1836.
La data di composizione di questo preludio è certa;  la giovane aristocratica polacca Delfina Potocka, discreta musicista e probabilmente allieva di Chopin, chiese al maestro di lasciare sul proprio album un suo ricordo musicale personale. Il Preludio venne annotato dal compositore con la data 1836. Il brano, Andantino in La maggiore, è brevissimo, solo sedici battute, ed è di facilissima esecuzione. Per durata si esaurisce nell'arco di pochi secondi ed è il brano in assoluto più breve di tutta la letteratura romantica. Come ha scritto il musicologo Arthur Hedley "finisce quasi prima di essere incominciato". Il tema di mazurka, lieve e salottiero, proposto in questo brano è come un fugace pensiero per la propria terra e un omaggio per un'incantevole compatriota.
Proprio per la sua brevità spesso i pianisti lo suonano due volte di seguito, facendo attenzione che la ripresa sia eseguita in pianissimo.

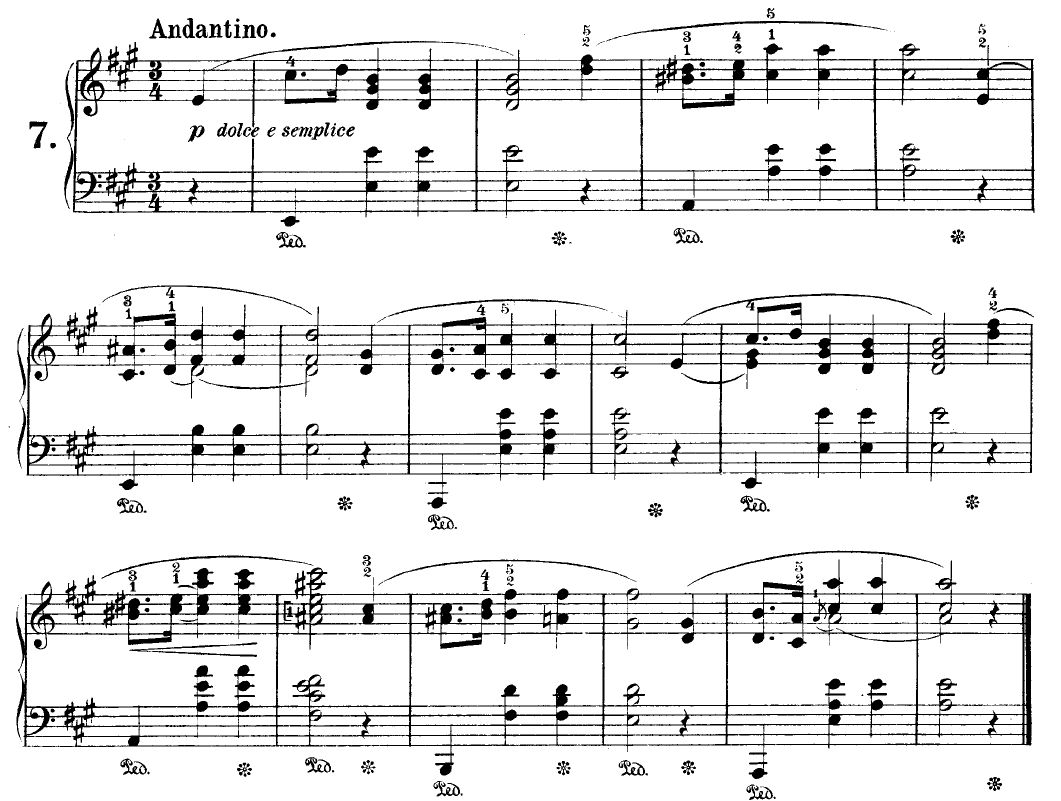
Preludio op. 28 n. 7